# Росито, Луис
Луис Франсиско Росито Лемус (исп. Luis Francisco Rosito Lemus; род. 25 марта 1951) — гватемальский тяжелоатлет. Участник летних Олимпийских игр 1980 года, трёхкратный бронзовый призёр Центральноамериканских и Карибских игр 1978 и 1982 годов.

## Биография
Луис Росито родился 25 марта 1951 года.
Трижды выигрывал бронзовые медали Центральноамериканских и Карибских игр: в 1978 году в Медельине в рывке и двоеборье в весовой категории до 82,5 кг, в 1982 году в Гаване в толчке в весе до 100 кг.
В 1980 году вошёл в состав сборной Гватемалы на летних Олимпийских играх в Москве. В весовой категории до 90 кг занял 11-е место, подняв 307,5 кг в сумме двоеборья (132,5 кг в рывке и 175 кг в толчке) и уступив 70 кг завоевавшему золото Петеру Бачако из Венгрии.